# Віллімпента
Віллімпента (італ. Villimpenta) — муніципалітет в Італії, у регіоні Ломбардія, провінція Мантуя.
Віллімпента розташована на відстані близько 380 км на північ від Рима, 150 км на схід від Мілана, 19 км на схід від Мантуї.
Населення — 2232 особи (2014).

## Демографія
Населення за роками:

Станом на 1 січня 2023 року в муніципалітеті офіційно проживали 392 іноземці з 27 країн, серед них 210 громадян країн Євросоюзу та 5 громадян України.

## Сусідні муніципалітети
- Кастель-д'Аріо
- Гаццо-Веронезе
- Ронкоферраро
- Сорга
- Сустіненте